# Qianjin yaofang
Das Buch Qianjin yaofang (chinesisch 千金要方; „Unbezahlbar wertvolle Rezepturen“), das auch unter dem Namen Beiji qianjin yaofang (备急千金要方) bekannt ist, stammt von dem bedeutenden Daoisten, Arzt, Alchimisten und Autor Sun Simiao 孙思邈 (581–682) aus der Zeit der Tang-Dynastie, der mehrere Werke zur Medizin, Diätetik und Alchimie verfasst hat. Es ist die älteste chinesische Monographie zur chinesischen Ernährungslehre und wird auf ca. 652 datiert. Das Buch umfasst insgesamt 30 Hefte (juan).

## Inhalt
Es handelt von allgemeinen Grundlagen der medizinischen Theorie, Arzneimitteln, Frauenheilkunde und Geburtshilfe, Kinderheilkunde, Akupunktur, von gesunder Ernährung und Lebensweise (bzw. Diätetik und Eubiotik). Es fanden viele ältere bewährte Hausrezepte und Volksrezepte Aufnahme darin.
Es ist eine unschätzbare Quelle zur Geschichte der traditionellen chinesischen Medizin und Diätetik der Tang-Zeit und der Zeit davor. Auch für die Geschichte der chinesischen Ess- und Trinkkultur ist es von großer Bedeutung.

## Beispiel: Diätetik-Kapitel (juan 26)
Kapitel Nr. 26 ist der Diätetik (shízhì 食治) gewidmet und in fünf Untergruppen untergliedert:
- Einführung (xùlùn 序论)
- Früchte (guǒshí果实)
- Gemüse (càishū 菜蔬)
- Zerealien (gǔmǐ 谷米)
- Vögel und Vierbeiner (niǎoshòu 鸟兽), Anhang: Insekten, Fische und Reptilien (chóngyú fù 虫鱼附)

In der Einführung werden hauptsächlich diätetische Theorien erörtert, in den anderen vier Abschnitten sind die Eigenschaften und der Geschmack von über 100 tierischen und pflanzlichen Zutaten sowie ihre Verwendung in der Diätetik eingehend analysiert, es liefert wichtiges Material für die Erforschung von Theorie und Praxis der alten Diätetik.

## Ausgaben
Das Buch ist im Daoistischen Kanon enthalten, ebenfalls in der Büchersammlung Siku quanshu der Qianlong-Ära. Im Pekinger Verlag Renmin weisheng chubanshe ist 1955 eine fotografische Reproduktion einer songzeitlichen Ausgabe erschienen. Unter dem Titel Qianjin shizhi (千金食治) ist der Abschnitt shizhi (u. a.) im Zhongguo pengren guji congkan enthalten, Peking: Zhongguo shangye chubanshe, 1985.

## Supplement
Vom gleichen Verfasser stammt ein Supplement mit dem Titel Qianjin yifang 千金翼方 (Zusätzliche unbezahlbar wertvolle Rezepturen), von dem eine fotografische Reproduktion eines Druckes aus dem Jahr 1307 der Yuan-Dynastie ebenfalls 1955 im Renmin-weisheng-chubanshe-Verlag erschien.